# ارمنی‌های گیلان
ارمنی‌های گیلان بخشی از مردمان ارمنی‌تبار ساکن استان گیلان که غالباً در شهرهای رشت و بندرانزلی زندگی می‌کنند. به زبانشان که ارمنی یکی از زبانهای هندواروپایی است، سخن می‌گویند و پیرو دین مسیحیت از شاخه گریگوریان هستند. ارمنی‌های استان گیلان به لحاظ دینی جزء ۱۲ ناحیه تابعهٔ شورای خلیفه گری ارامنه تهران و شمال می‌باشند.

## تاریخچه سکونت
ورود اولیه و سکونت ارمنی‌ها در نواحی شمالی ایران و استان گیلان به دوران حکومتی شاه‌عباس باز می‌گردد که در حدود ۲۴ الی ۲۷ هزار خانوار ارمنی جهت زراعت و پرورش کرم ابریشم به این منطقه کوچانده شدند، اما به علت بیماری‌های صعب‌العلاج و ناسازگاری با آب و هوای شمال موجب مرگشان گردید که تنها پنج الی شش هزار خانوار از آنان باقی ماند.
در همان دوران و امروزه مرکز تجمع و سکونت ارمنی‌ها در مرکز استان، رشت و سپس بندرانزلی است، ولی در سایر شهرهای گیلان نظیر لاهیجان، لنگرود، رودسر، فومن و تالش نیز اقلیتی از ارمنیان در دوران گذشته سکونت داشتند. اشتغال آنان در بخش‌های تجارت، صنعت، ادارات دولتی، پزشکی، مشاغل آزاد و هنر بوده‌است.

## ارمنی‌های رشت
ارمنی‌ها از قرن هفدهم به بعد در رشت سکونت دارند. که در قرن بیستم اوج شکوفایی ارمنیان بود که سبب تبدیل گشتن این شهر به عنوان یکی از مراکز مهم تجاری ارمنیان در زمینه ابریشم و برنج بدل گشته‌بود تبار و خانوادهٔ این گروه قومی ارمنی در استان گیلان به خانواده‌های تومانیان، اصلانیان، هورادانیان و گوسیکیان که از جمله خانواده‌های معروفی هستند که در این تجارت سابقه‌ای طولانی داشته‌اند. مراکز تجاری تومانیان و لیازانُف روابط تجاری گسترده‌ای با روسیه داشته‌اند، برمی‌گردند.
در دهه‌های پنجاه قرن نوزدهم میلادی، حدود هشتصد ارمنی در رشت و چهارصد ارمنی در سایر شهرهای گیلان سکونت داشته‌اند. در سال ۱۹۳۴ میلادی حدود ۵۱۵ و در سال ۱۹۸۹ میلادی حدود ۴۳ خانوار ارمنی در رشت زندگی می‌کردند.

## ارمنی‌های بندرانزلی
اجتماع و نخستین سکونت ارمنی‌ها از اواسط قرن هجدهم در بندرانزلی شکل گرفته‌است. در دورهٔ چهارم قرن نوزدهم میلادی هفتاد خانوار ارمنی در بندرانزلی سکونت داشتند که به دلیل بیماری‌های صعب‌العلاج نظیر طاعون و مالاریا از این شهر مهاجرت کردند. بعد از گذشت چند سال، ارمنیانی از منطقه قفقاز و آستراخان به انزلی و برخی از شهرهای ایران کوچیدند، که در سال ۱۸۷۴ میلادی حدود ۳۷۰ ارمنی در انزلی اقامت داشتند امروزه جمعیت ارمنی‌های به حدود ۲۳ خانوار و کمتر از ۵۰ نفر می‌رسد.

## کلیساها
- کلیسای مسروپ مقدس رشت(۱۹۶۶ میلادی)[۴]

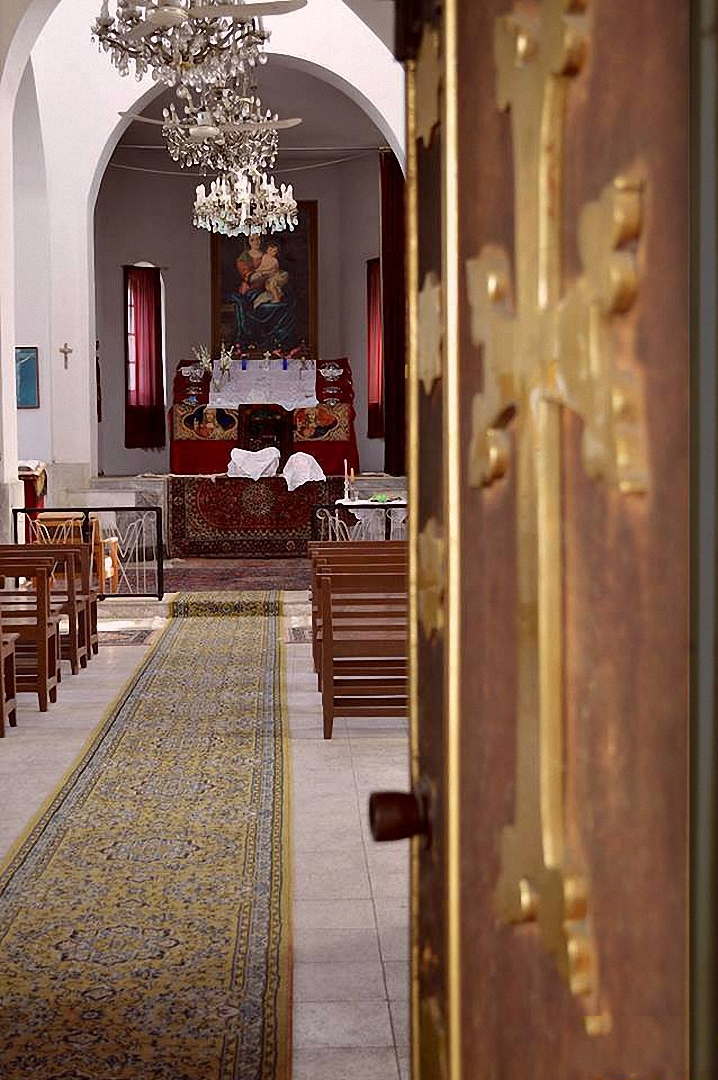
نمایی از داخل کلیسای مسروپ مقدس رشت در خیابان سعدی

- کلیسای مریم مقدس بندرانزلی(۱۸۸۵ میلادی)[۶]

## شورای خلیفه‌گری
- رئیس شورای خلیفه‌گری ارامنه رشت: ادوارد هوسپیان[۷]
- رئیس شورای خلیفه‌گری ارامنه بندرانزلی: سیمون ترهوسپیانس[۲]

## مدارس
- مدرسه ماریامیان (مریم مقدس) رشت
- مدرسه وارتانانتس انزلی

## گورستان و انجمن‌ها
- گورستان لهستانی بندر انزلی
- ارمنی بولاق
- انجمن فرهنگی ورزشی آرارات رشت

## شخصیت مشهور
از مشهورترین ارمنیان گیلان آرسن میناسیان معروف به موسیو آرسن، که وی نیکوکار و مؤسس اولین داروخانه شبانه روزی ایران و بنیانگذار اولین خانه سالمندان و معلولین کشور در شهر رشت می‌باشد. دیگر ارمنی معروف گیلان را می‌توان هراند میناسیان که در زمینه کارگردانی و تدوینگری سینما فعالیت داشت، نام بُرد.